# Скобун Сергій Сергійович
Скобун Сергій Сергійович (нар. 4 березня 1973) — український кінорежисер, продюсер і відомий бізнесмен, власник мережі готелів «Магнат», також являвся експертом Буковинського культурного фонду. Закінчив економічний факультет Чернівецького університету.

## Життєпис
Вперше спробував себе у кіно на Канарських островах, де працював над створенням розважально-психологічної телепередачі «Статус-Кво».
2015 року розпочав знімання історичного фільму «Легенда Карпат», у головних ролях якого знялися Валерій Харчишин та Марія Яремчук.
Режисер кліпу до пісні «Доки я не пішов» гурту Друга Ріка, що став саунд-треком до фільму «Легенда Карпат».
В 2018 році був запрошений в журі Міжнародного кінофестивалю «БРУКІВКА».
В 2020 отримав нагороду "Герої сьогодні" від телеканалу "Україна" 
На початку 2022 відзняв короткометражний фільм "Жовта зірка" історію двох родин – єврейської та української в часи Другої світової війни.
Фільм здобув значну кількість міжнародних кінонагород.
Організатор міжнародного кінофестивалю "Буковина". та International Film Festival BUC-TEN (Canary Islands,Spain)
2024 рік зйомки фільму Under the Volcano  Damian Kocur. Фільм був представлений на Toronto International Film Festival а також відібраний 
польским номінантом на 97-у церемонію премії  "Оскар".

## Список нагород та номінацій
| Кінопремія                           | Дата церемонії | Категорія                                       | Номінанти      | Результат | Джерело       |
| ------------------------------------ | -------------- | ----------------------------------------------- | -------------- | --------- | ------------- |
| Marbella International Film Festival | 2017           | Найкращий повнометражний фільм                  | Легенда Карпат | Номінація | [ 15 ]        |
| Коронація слова                      | 2016           | Спеціальна відзнака від Одеського Кінофестиваля | Легенда Карпат | Нагорода  | [ 16 ]        |
| Marbella International Film Festival | 2019           | Найкращий короткометражний фільм                | Крила          | Нагорода  | [ 17 ] [ 18 ] |

## Подяки
| Подяки | Дата | Джерело |
| --- | ---- | ------- |
| Подяка від управління СБУ в Чернівецькій області за вагомий внесок у справу відродження національної духовності та збереження історичного надбання українського народу. | 2018 | [ 19 ]  |
| Подяка від Асоціації Українців Великої Британії | 2018 | [ 20 ]  |
| Подяка Українського Інституту в New York | 2018 | [ 21 ]  |
| Подяка від Асоціації Українців на Канарських островах | 2018 | [ 22 ]  |
| Подяка Конгресу Українців в Канаді | 2018 | [ 23 ]  |
| Подяка Генерального посольства України в Британії | 2018 | [ 24 ]  |
| Подяка від голови Комітету з питань культури і духовності Верховної Ради України Миколи Княжицького за вагомий внесок у розвиток культури і мистецтва.                  | 2018 | [ 25 ]  |
| Нагородження почесною відзнакою Чернівецької обласної ради "За заслуги перед Буковиною"                                                                                 | 2019 | [ 26 ]  |
| Нагорода «Герої Сьогодні» від телеканалу "Україна" за внесок в розвиток рідного міста.                                                                                  | 2020 | [ 27 ]  |